# Gückingen
Gückingen település Németországban, Rajna-vidék-Pfalz tartományban. Lakosainak száma 1130 fő (2023. december 31.).

## Népesség
A település népességének változása:
| Lakosok száma | 532  | 1080 | 1077 | 1119 | 1146 | 1130 |
|               | 1975 | 2017 | 2019 | 2021 | 2022 | 2023 |